# Ischnocnemis sexualis
Ischnocnemis sexualis là một loài bọ cánh cứng trong họ Cerambycidae.